# Митний тариф України
Митний тариф України — систематизований перелік ставок ввізного мита, яке справляється з товарів, що ввозяться на митну територію України.
Митний тариф України прийнятий Законом Українивід 04.06.2020 № 674-IX «Про Митний тариф України».
Товарною номенклатурою Митного тарифу України є Українська класифікація товарів зовнішньоекономічної діяльності (УКТЗЕД), яка базується на Гармонізованій системі опису та кодування товарів (ГС).
Митний тариф України містить перелік ставок загальнодержавного податку - ввізного мита на товари, що ввозяться на митну територію України і систематизовані згідно з Українською класифікацією товарів зовнішньоекономічної діяльності (УКТ ЗЕД), складеною на основі Гармонізованої системи опису та кодування товарів.Ставки ввізного мита можуть встановлюватися або змінюватися виключно законами про внесення змін до Митного тарифу України.